# Роберт Кнаусс
Роберт Кнаусс (нім. Robert Knauss; 14 червня 1892, Штутгарт, Німецька імперія — 14 лютого 1955, Ронко-сопра-Аскона, Швейцарія) — німецький офіцер, один з керівників військово-повітряної освіти, доктор політичних наук, генерал авіації.

## Біографія
1 липня 1910 року вступив в 125-й піхотний полк. Учасник Першої світової війни. Пройшов льотну підготовку, льотчик-спостерігач. В 1919 році служив у Великому Генштабі. 20 січня 1920 року звільнений з армії. Працював у цивільній авіації, з 1 липня 1924 року — керівник нічних польотів, з 1 вересня 1925 року — керівник управління фрахту компанії «Deutscher Aerolloyd AG». В січні 1926 року очолив управління перевезень «Deutschen Lufthansa AG», з 1928 року — одночасно довірена особа фірми. Близький знайомий Ергарда Мільха, підтримкою якого постійно користувався. Після того, як в 1933 року почалось створення люфтваффе і Мільх зайняв керівні пости в Імперському міністерстві авіації, Кнаусс очолив інспекцію перевезень «Люфтганзи», а в 1934 був включений до складу Ради директорів. 1 квітня 1935 року зарахований в люфтваффе. З 12 березня 1936 року — командир 1-ї групи бомбардувальної ескадри «Бельке», з 1 жовтня 1937 року — навчальної ескадри «Грайфсвальд». 10 квітня 1940 року призначений начальником штабу командувача ВПС в Норвегії, 9 травня 1940 року — 1-го повітряного флоту. Учасник Французької кампанії. 5 жовтня 1940 року був відкликаний до Берліна і призначений начальником Академії люфтваффе, яка готувала командні кадри для ВПС. Кар'єра Кнаусса закінчилася з падінням впливу Мільха, і 19 січня 1944 року він був відсторонений від керівництва академією і зарахований в резерв ОКЛ. 8 травня 1945 року взятий в полон французькими військами. 28 грудня 1945 року звільнений.

## Звання
- Фанен-юнкер (1 липня 1910)
- Фенріх (25 лютого 1911)
- Лейтенант (18 листопада 1911)
- Оберлейтенант (18 вересня 1915)
- Гауптман (18 жовтня 1918)
- Майор (1 квітня 1935)
- Оберстлейтенант (1 листопада 1935)
- Оберст (1 січня 1938)
- Генерал-майор (1 серпня 1940)
- Генерал-лейтенант (1 серпня 1942)
- Генерал авіації (1 березня 1944)

## Нагороди
- Нагрудний знак пілота-спостерігача (Пруссія)
- Залізний хрест 2-го і 1-го класу
- Пам'ятний знак пілота (Пруссія)
- Почесний хрест ветерана війни з мечами
- Медаль «За вислугу років у Вермахті» 4-го і 3-го класу (12 років)
- Застібка до Залізного хреста 2-го і 1-го класу